# Війна законів СРСР
Війна законів (рос. Война законов) — серія конфліктів між центральним урядом СРСР та урядами радянських республік під час «параду суверенітетів» в останні роки існування СРСР (1989-1991 рр.), що, зрештою, сприяло розпаду СРСР. Коли радянський генеральний секретар Михайло Горбачов і Комуністична партія СРСР вирішили посилити свій контроль над республіками, окремі уряди почали проголошувати власний суверенітет і верховенство власних законів над союзними. Це включало відокремлення власних законів республік від законів радянського центрального уряду та відмову від сплати податків. Ці події послабили економічну інтеграцію республік Радянського Союзу та стали головним чинником його розпаду в 1991 році.

## Ранні конфлікти
У 1989—1991 роках поступово наростало законодавче протистояння між центральним радянським урядом і керівництвом радянських республік. Верховні ради республік прийняли багато законів, які повертали їм юрисдикцію над власною територією, але ці закони тут же скасовувалися Москвою, як неконституційні. У відповідь республіки офіційно заявили, що у Москві не мають права приймати рішення стосовно питань, щодо яких був прийняті закони на рівні республік. Це призвело до постійних конфліктів щодо конституційних формулювань і щодо того, чиї закони мали верховенство права у республіках: власні чи прийняті в Москві.
Верховні ради союзник республік почали оголошувати державний суверенітет: першою була Естонія в 1988, а 14 інших — у 1990 році. Замість російської державними в республіках проголошувалися національні мови. Процес відновлення прав титульних народів був погано сприйнятий у деяких регіонах та великих містах, де більшість населення складали російсьокомовне населення, що призвело до спроб утворити або відновити сепаратистські державні утворення на території союзних республік. Нові уряди продовжували війну законів, відкидаючи нові закони, прийняті Москві, і створюючи власні. З іншого боку, хоча інколи закони, прийняті республіками, були суперечливими, вони, здебільшого, були майже ідентичні тим, що приймалися в Москві, і створювали систему так званої «паралельної влади».
Наприклад, Татарстан, де більшість населення складають татари-мусульмани, у 1990 році проголосив себе незалежною державою з правом на самовизначення та заявив про право власності на власні величезні запаси нафти. Татарстан позбавився російського законодавства та російських податків, як і багато з 89 регіонів Росії.

## Розпад Радянського Союзу
Оскільки розкол посилювався, уряд СРСР почав говорити про нові підходи для повернення до статус-кво. Горбачов призупинив ринкові перетворення і запропонував конституційні поправки для реорганізації і збереження Радянського Союзу. Задля цього був написаний Новий союзний договір, який надавав республікам більше контролю над своїми справами, намагаючись утримати їх у Союзі. Однак, ця пропозиція був запізнілою і не змогла переконати союзні республіки перестати думати про вихід.
Вакуум влади, який утворився, був заповнений приходом Бориса Єльцина, який намагався заручитися підтримкою автономних республік РСФСР і у своєму протистоянні з Горбачовим. Кремль і Горбачов відповіли осудом Єльцина та його зауважень. 
На антиурядові настрої ще більше вплинув Серпневий путч, під час якого путчисти спробували усунути від влади Горбачова. Путч провалився, але дестабілізація різко зменшила владу Горбачова. Контроль над ситуацією перейшов до республік, які почали оголошувати незалежність. Центральному радянському уряду довелося визнати незалежність Литви, Латвії та Естонії. Інші 12 республік стали незалежними після підписання Біловезької угоди між Росією, Україною та Білоруссю, що оголошувала припинення існування Радянського Союзу.

## Проблеми в Російській Федерації після розпаду СРСР
В РФ всю повноту влади отримав Єльцин, який, здавалося, виступав за демократизацію країни, але йому довелося мати справу з сильною протидією автономних республік у впровадженні законів, важливих для продовження існування РФ. Частина членів компартії була позбавлена влади та замінена іншими громадянами, але багато урядів автономних республік зайняли національну позицію та зберегли свої посади.
Після реорганізації нового уряду Єльцин опинився в становищі, яке повинно було дати йому можливість змінити РФ так, як він вважав за потрібне, але його зусилля булі підривалися позицією Верховною ради РРФСР. Між Єльциним і парламентом почалося протистояння і чергова війна законів, які перерослу у Конституційну кризу(1993). Як спосіб обійти парламент, Єльцин пішов на серйозні поступки регіональним урядам, підписавши Федеративний договір РФ, намагаючись отримати підтримку у автономних республіках. Він навіть пішов далі, створивши Конституцію Росії, яка надала більше повноважень республікам.

## Завершення війни законів у Росії на початку 2000-х
З приходом Путіна на посаду президента у 2000 році почалося формування набагато більш жорсткої, «єдиної» Росії. Президентство Путіна призвело до ухвалення кількох постанов, які сприяли значному обмеженню суверенітету та автономії регіонів та централізації країни під владою Кремля і представники місцевої влади погодилися зі звуженням своїх повноважень.
Татарстан був республікою, яка прокладала шлях до  власного суверенітету та головним регіоном, який проштовхував політику «офіційної асиметрії». Ця позиція була підірвана створенням законодавства, відомого як «федеральне втручання», згідно з яким президент РФ може усунути будь-якого лідера республіки та розпустити законодавчий орган республіки, якщо регіон двічі відмовляється виконувати рішення суду в Москві.
У відповідь суди закидали справами, намагаючись змінити законодавство, але це призвело лише до згортання та деградації законів, що мали захищати регіони. Зрештою, регіональна влада Татарстану під тиском Москви була змушена змінити формулювання своєї конституції, щоб налагодити тісніші зв’язки з кремлівським урядом. Однак, не всі представники національно-визвольних рухів Татарстану змирилися з цим і продовження реінтеграції часто супроводжувалося їх відкритим невдоволенням.